# Nickweiler

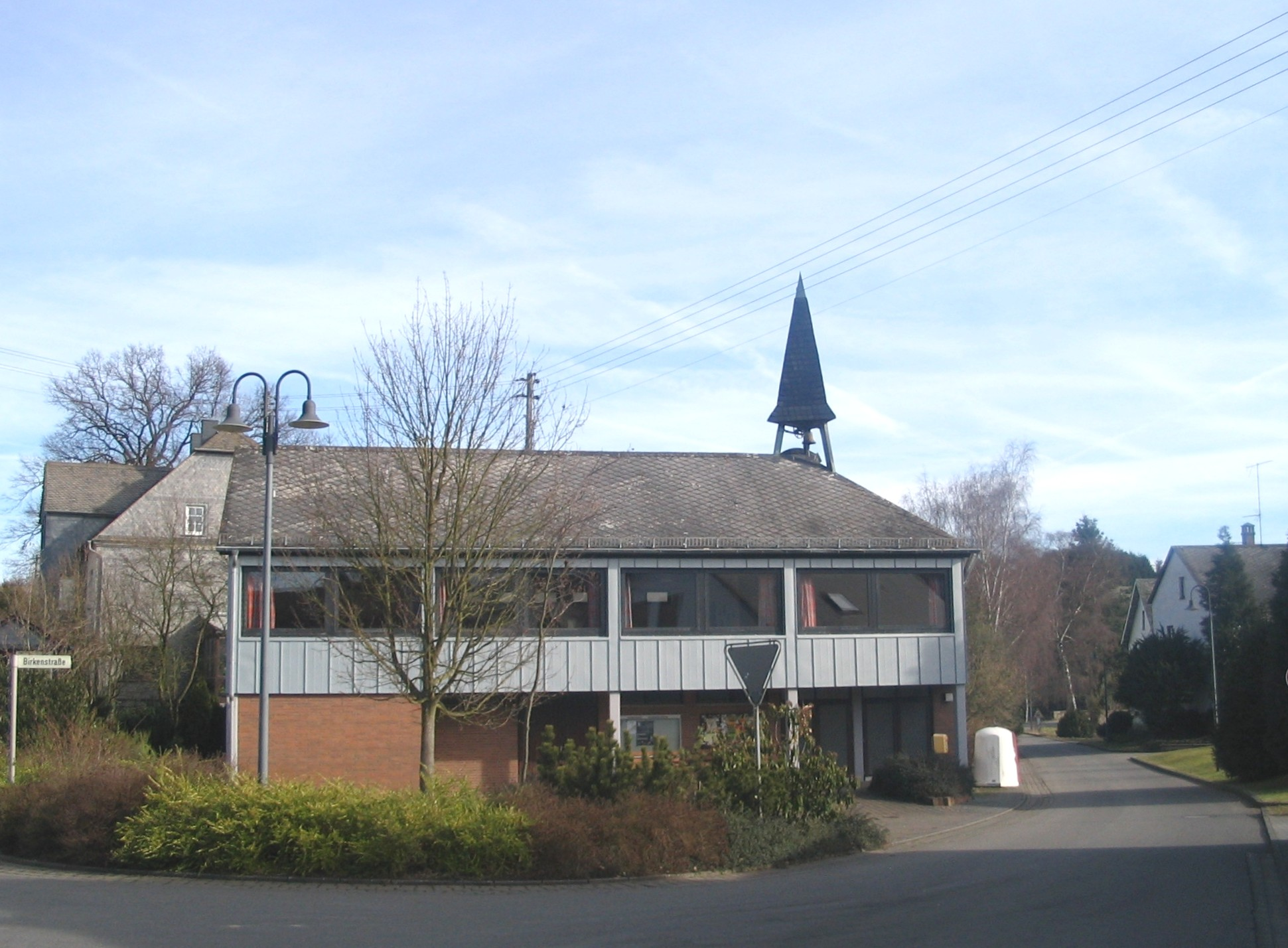
Gemeindehaus Nickweiler

Nickweiler ist ein Ortsteil der Ortsgemeinde Nannhausen im Rhein-Hunsrück-Kreis in Rheinland-Pfalz. Bis 1974 war Nickweiler eine eigenständige Gemeinde.

## Geographie
Nickweiler liegt am Ende des Biebertals zentral im Hunsrück. Das Dorf liegt direkt an der heute stillgelegten Hunsrückquerbahn zwischen Langenlonsheim und Hermeskeil.

## Geschichte
In einer Urkunde des Klosters Ravengiersburg wurde Nickweiler 1285 erstmals urkundlich erwähnt. Als ehemaliger Hof des Augustiner-Chorherrenstifts Ravengiersburg hat es eine reiche Tradition. Der auf der Gemarkung gelegene Kauerhof ist eine der wenigen Siedlungen, die bei der Klostergründung 1074 genannt werden.
Bis zum Ende des 18. Jahrhunderts gehörte der Ort landesherrlich zur Kurpfalz und war Hauptort einer Schultheißerei im Oberamt Simmern. Zur Schultheißerei Nickweiler gehörten auch Heinzenbach, Raversbeuren und Unzenberg mit Göbenhausen.
Nach der Einnahme des Linken Rheinufers durch französische Revolutionstruppen gehörte die Gemeinde Nickweiler von 1798 bis 1814 zum Kanton Simmern im Rhein-Mosel-Département. 1815 kan die Region aufgrund der auf dem Wiener Kongress getroffenen Vereinbarungen zum Königreich Preußen. Unter der preußischen Verwaltung kam Nickweiler zum 1816 geschaffenen Kreis Simmern im Regierungsbezirk Koblenz, der von 1822 zur Rheinprovinz gehörte. Nickweiler wurde von der Bürgermeisterei Ohlweiler verwaltet. 1817 hatte die Gemeinde insgesamt 121 Einwohner, zu Nickweiler gehörten der Kauerhof (20), die Cunzenmühle (5) und die Theisenmühle (8).
Die bis dahin eigenständige Gemeinde Nickweiler mit seinerzeit 121 Einwohnern wurde am 17. März 1974 mit der Gemeinde Nannhausen zur heutigen Ortsgemeinde Nannhausen zusammengeschlossen.

## Freizeit
Der Biebertaler-Rundweg verbindet Nickweiler mit den Ortschaften des Biebertales auf einer Gesamtlänge von 26,5 km.